# Eșelnița
Eșelnița là một xã thuộc hạt Mehedinți, România. Dân số thời điểm năm 2002 là 3069 người.